# Meurtre de Bobby Kent
Bobby Kent, né le 12 mai 1973 et mort le 14 juillet 1993, est un américain qui a été assassiné par sept personnes, dont son meilleur ami, à Weston, en Floride. Les raisons du meurtre sont de supposées régulières humiliations et violences de la part de Kent.
Un livre, Bully: A True Story of High School Revenge (1998), écrit par Jim Schutze, décrit les circonstances du meurtre. Le livre est adapté dans le film Bully (2001) de Larry Clark.